# National Board of Review Awards 1956
La 28ª edizione dei National Board of Review Awards si è tenuta il 20 dicembre 1956.

## Classifiche

### Migliori dieci film
- Il giro del mondo in 80 giorni (Around the World in 80 Days), regia di Michael Anderson
- Pranzo di nozze (The Catered Affair), regia di Richard Brooks
- Moby Dick (Moby Dick), regia di John Huston
- Il re ed io (The King and I), regia di Walter Lang
- Anastasia, regia di Anatole Litvak
- Fermata d'autobus (Bus Stop), regia di Joshua Logan
- Brama di vivere (Lust For Life), regia di Vincente Minnelli
- L'uomo che non è mai esistito (The Man Who Never Was), regia di Ronald Neame
- Lassù qualcuno mi ama (Somebody Up There Likes Me), regia di Robert Wise
- La legge del Signore (Friendly Persuasion), regia di William Wyler

### Migliori film stranieri
- Il mondo del silenzio (Le monde du silence), regia di Jacques-Yves Cousteau e Louis Malle
- Rififi (Du Rififi chez les hommes), regia di Jules Dassin
- La strada, regia di Federico Fellini
- Riccardo III (Richard III), regia di Laurence Olivier
- Guerra e pace (War and Peace), regia di King Vidor

## Premi
- Miglior film: Il giro del mondo in 80 giorni (Around the World in 80 Days), regia di Michael Anderson
- Miglior film straniero: Il mondo del silenzio (Le monde du silence), regia di Jacques-Yves Cousteau e Louis Malle
- Miglior attore: Yul Brynner (Il re ed io, Anastasia e I dieci comandamenti)
- Miglior attrice: Dorothy McGuire (La legge del Signore)
- Miglior attore non protagonista: Richard Basehart (Moby Dick)
- Miglior attrice non protagonista: Debbie Reynolds (Pranzo di nozze)
- Miglior regista: John Huston (Moby Dick)